# Trolejbusy w Slatinie
Trolejbusy w Slatinie – zlikwidowany system komunikacji trolejbusowej w rumuńskim mieście Slatina.

## Historia
Trolejbusy w Slatinie uruchomiono 30 maja 1996. W mieście były dwie linie okrężne przeciwbieżne, które kursowały po trasach o długości 7 km. System zlikwidowano 1 stycznia 2006.

## Tabor
Do obsługi sieci eksploatowano trolejbusy typu ROCAR E212.